# The Illinois

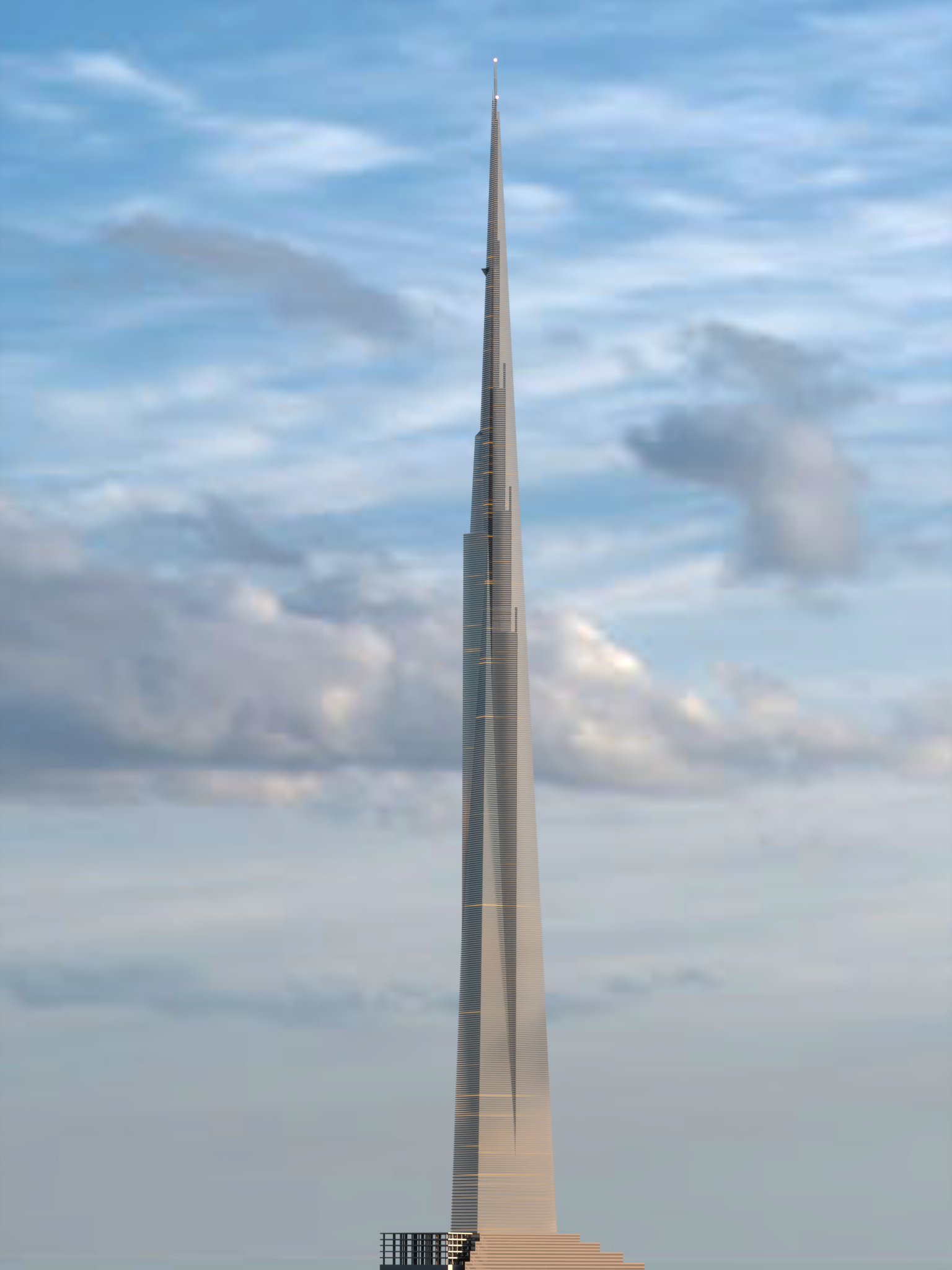
Wizja artystyczna wieżowca Illinois

The Illinois, znana także pod nazwami Mile High Illinois oraz Illinois Sky-City – koncepcja projektu wysokiego na milę (1610 m) wieżowca, przedstawiona przez Franka Lloyda Wrighta w 1956 roku. Obiekt, którego wzniesienie planowano w Chicago, miał mieć 528 pięter z łączną powierzchnią użytkową 1,71 miliona m². Gdyby go zbudowano, stałby się najwyższym budynkiem świata.
Projekt ma stanowić alternatywę dla rozciągającej się na coraz większe przestrzenie zabudowy miejskiej. Żaden z podobnych pomysłów nie został do tej pory uznany za wykonalny, m.in. ze względu na koszty. Pewien wyjątek stanowi Burdż Chalifa w Dubaju, który oddany do użytku został 4 stycznia 2010 r. (ZEA). Osiągnął on wysokość 828 m, czyli około połowy wysokości The Illinois, projekt przypomina nieco ten z wizji Wrighta.
Wright uważał za możliwe skonstruowanie takiej budowli nawet za pomocą technologii i materiałów mu współczesnych. W tamtych czasach (1956) najwyższym drapaczem chmur był nowojorski Empire State Building, ponad czterokrotnie niższy niż The Illinois. Być może dałoby się wznieść wolnostojącą stalową konstrukcję o żądanej wysokości, tym niemniej wystąpiłby szereg problemów związanych z tak dużymi rozmiarami budynku.

## Technologie
Materiał używany ówcześnie do budowy wieżowców (stal) jest stosunkowo giętki. To powodowałoby znaczne odchyły konstrukcji pod wpływem wiatru stanowiące zagrożenie, zwłaszcza dla użytkowników wyższych pięter. Możliwe, że rozwiązano by ten problem, umieszczając ruchomą przeciwwagę we wnętrzu budowli tak, jak postąpiono podczas wznoszenia Taipei 101. W ciągu ostatniej dekady znacząco ulepszono również beton, co być może pozwoliłoby obecnie wznieść całą budowlę z tego materiału.
Pierwotnie Wright zakładał oparcie budowli na rdzeniu (współczesny przykład – CN Tower) wspierającym stalową ramę, zintegrowany charakter struktury miał według twórcy zapobiegać każdemu odchyleniu.

## Windy
Szyby wind niezbędnych do podróżowania na wyższe poziomy zajęłyby na niższych piętrach całe dostępne miejsce, czyniąc bezsensownym wznoszenie tak wysokiego obiektu. Sytuację tę dodatkowo komplikowałaby smukła konstrukcja wieży. Problem ten został w dużej mierze rozwiązany w niższych budynkach, takich jak Taipei 101, poprzez stosowanie wind dwupokładowych. W World Trade Center wyższa część budowli została podzielona na sektory, każdy ze specjalnym pomieszczeniem, w którym można było przesiąść się z dużych wind ekspresowych do wind obsługujących górne piętra. Jednak nawet gdyby zastosować oba te rozwiązania, problem nadal by istniał. Wright zakładał istnienie pięciopoziomowych wind zasilanych energią jądrową, znajdujących się na zewnątrz (najprawdopodobniej znajdowałyby się po stronie budynku niewidocznej na rysunku), by zaoszczędzić miejsce w środku. Za przykład zastosowania tej technologii w praktyce znowu może posłużyć CN Tower.

## Bezpieczeństwo pożarowe
Klatka schodowa zabrałaby również dużo miejsca z tych samych powodów, co szyb windy. Można by przezwyciężyć tę trudność poprzez stworzenie wind zdolnych do pracy w razie pożaru lub innego wypadku.
Wprawdzie w mniejszym stopniu, ale ten sam problem wystąpiłby również z wodą i ściekami. Potencjalnym rozwiązaniem mógłby być zamknięty obieg wody na wyższych piętrach.

## Przyszłość
Szanse na realizację którejkolwiek z serii fantastycznych, bardzo zaawansowanych budowli w ciągu najbliższych lat wydają się raczej nikłe. Być może kiedyś postęp w technologiach budowlanych umożliwi powstanie takich, lub może jeszcze wyższych konstrukcji.